# Сторм Херсет, Леге
Леге Сторм Херсет (норв. Læge Storm Herseth, 4 сентября 1897 — 24 августа 1985) — норвежский шахматист, врач по профессии.
Призер чемпионатов Норвегии.
В составе сборной Норвегии участник шахматных олимпиад (в 1937 г. играл на 1-й доске).
Член шахматного клуба "Oslo Schackselskab".
Впервые обратил на себя внимание, победив в 1920 г. в сеансе одновременной игры гроссмейстера Р. Рети.

## Спортивные результаты
| Год  | Город        | Соревнование                                                    | + | − | = | Результат | Место |
| ---- | ------------ | --------------------------------------------------------------- | - | - | - | --------- | ----- |
| 1936 | Мюнхен       | Неофициальная шахматная олимпиада (сборная Норвегии, 3-я доска) |   |   |   | [ 2 ]     |       |
| 1937 | Стокгольм    | VII Олимпиада (сборная Норвегии, 1-я доска)                     |   |   |   | [ 3 ]     |       |
| 1947 | Ольборг      | Международный турнир                                            | 4 | 2 | 3 | 5,5 из 9  | 3—4   |
|      | Осло         | Матч Норвегия — Дания (против Э. Вернера Нильсена)              | 1 | 0 | 1 | 1,5 из 2  |       |
| 1948 | Сальтшобаден | Командный турнир                                                |   |   |   |           |       |
|      | Сальтшобаден | Матч Швеция — Норвегия (против Х. Карлссона)                    | 0 | 2 | 0 | 0 из 2    |       |